# Султан-Байсонкур Мірза
Султан-Байсонкур Мірза (1477 —17 серпня 1499) — емір Мавераннахра в 1495—1497 роках, поет.

## Життєпис
Походив з династії Тимуридів. Другий син Султан-Махмуд Мірзи. Народився у 1477 році. Молоді роки провів з батька в Гісарі та Термезі. У 1494 році після сходження Султан-Махмуда на трон Самарканду отримав в управління Бухару, яку було віднято у його брата Султан-Алі Мірзи.
У 1495 році після смерті батька стає новим правителем Мавераннахра. Проте його владу не визнали стриєчні брати Масуд та Бабур. У 1496 році проти султан-Байсонкура виступив Султан-Алі, але цей наступ вдалося тимчасово відбити. Втім, підтримка та можливості еміра істотно зменшилися. У 1497 році зазнав поразки після 7-місячної облоги й вимушений тікати з Самарканда.
Султан-Байсонкур знайшов прихисток у родинному місті Гісар. Звідси двічі спробував відвоювати Самарканд, проте марно. Зрештою погіршенням становища еміра скористався хакім (намісник) Гісара — Хосров-шах, який влаштував змову проти Султан-Байсонкура, якого було вбито.

## Творчість
За повідомлення Бабура мав значний поетичний хист, складав вірші мовою фарсі. Вони були досить популярними серед знаті Мавераннахра.